# Ernst Bähre
Ernst Bähre (geboren 5. Dezember 1869 in Stemmen; gestorben 5. November 1934 in Hannover) war ein deutscher Pädagoge, Schulleiter und Kommunalbeamter.

## Leben
Bähre leitete etwa ab dem Jahr 1900 als Rektor die Volksschule in der Ortschaft Ahlem vor Hannover. Zudem wirkte er als Rechnungsführer sowie als Standesbeamter der Ahlemer Gemeinde.

## Schriften
- Schwindende Berufe, in Ernst Bock (Hrsg.): Ein Heimatbuch des alten Landkreises Linden. Sagen, Sitten und Sonstiges, 2. Auflage, Hannover: Geibel, 1916:
  - Der Nagelschmied, S. 204[2]
  - Der Leinweber, S. 205[2]

## Ernst-Bähre-Straße
Nach dem Tod Bähres wurde etwa im Folgejahr 1935 in Ahlem westlich der Richard-Lattorf-Straße die ursprünglich nach dem Flurnamen benannte Straße Am Steinfelde angelegt, während der davon nördlich abknickende Weg aufgrund seiner Form zunächst Im Winkel benannt wurde. Im Jahr 1978 wurden beide Straßen umbenannt nach dem ehemaligen Leiter der Ahlemer Volksschule.